# 長崎市立梅香崎中学校
長崎市立梅香崎中学校（ながさきしりつうめがさきちゅうがっこう、Nagasaki City Umegasaki Junior High School）は長崎県長崎市大浦町にある公立中学校。略称「梅中」（うめちゅう）。

## 概要
歴史
1947年（昭和22年）の学制改革により開校した。
校章
梅の花を背景に、「中」の文字を配している。
校区
長崎市立大浦小学校区。

## 沿革
- 1947年（昭和22年）4月15日 - 学制改革（六・三制の実施）に伴い、「長崎市立南大浦中学校」が開校。当初は長崎市立南大浦小学校に併設。
- 1949年（昭和24年）5月10日 - 「長崎市立梅香崎中学校」（現在名）に改称。
- 1969年（昭和44年）8月6日 - 鉄筋コンクリート造新校舎とプールが完成。
- 1997年（平成9年） - 創立50周年記念式典を挙行。

## 学校行事
3学期制

## 部活動
運動部
- 陸上部
- サッカー部
- ソフトテニス部
- バスケットボール部
- バレーボール部

文化部
- 吹奏楽部

## 周辺
学校
- 海星中学校・高等学校
- 活水女子大学

病院
- 長崎みなとメディカルセンター
- 昭和会病院
- 長崎あじさい病院

ホテル
- ホテルニュータンダ
- ホテルモントレ長崎

その他
- 野口彌太郎記念美術館
- オランダ坂
- 大浦川
- 孔子廟
- グラバー園
- 大浦天主堂
- ながさき出島道路入口

## アクセス
最寄りの路面電車停留場
- 長崎電気軌道大浦支線大浦海岸通停留場下車、徒歩3～5分。

最寄りのバス停
- 長崎バス「新地バスターミナル」、「市民病院前」バス停

最寄りの国道
- 国道499号